# Williers

Williers este o comună în departamentul Ardennes din nordul Franței. În 1 ianuarie 2022 avea o populație de 40 de locuitori.